# Matthieu Reimann
Matthieu Reimann (auch Matthäus Reimann/Reymann und Matthias Reimann/Reymann, * 1565 in Thorn; † nach 1625) war ein deutscher Lautenist, Komponist und Jurist. Er muss strikt von dem Juristen und Kaiserlichen Rat Rudolfs II. Matthäus Reimann von Reimannswaldau (auch Matthäus Reimann, * 1544 in Löwenberg (Schlesien); † 1597 in Prag) unterschieden werden.
Matthieu Reimann studierte 1582 an der Universität Leipzig. Er ist 1623 als Lautenist und 1625 als Notar nachgewiesen. Matthieu Reimann gab die Noctes musicae 1598 in Leipzig in französischer Tabulatur heraus.